# The Grove

The Grove är en privat golfklubb som ligger i College Grove, Tennessee i USA. Golfklubben grundades 2012.
Golfklubben har en golfbana och som designades av Greg Norman och Tad Burnett. Golfbanan har 18 hål och är totalt cirka 6 737 meter (7 368 yards) lång och där par är 72.
The Grove står som värd för Korn Ferry Tours Simmons Bank Open sedan 2021. Den 21–23 juni 2024 kommer golfklubben också stå som värd för Liv Golf Nashville.